# Reserva Quebrada de las Higueritas
La reserva Quebrada de las  es un área protegida ubicada en cercanías de la localidad de Luján, en el departamento Ayacucho, al noreste de la provincia de San Luis, en la región central de la Argentina.

## Características generales
En el año 2004, la legislatura de la provincia de San Luis sancionó la ley provincial n.° IX-0309-2004 (5421) mediante la cual se creó el Sistema de Áreas Naturales Protegidas de la provincia, con el objeto de preservar sitios destacados por la riqueza de su patrimonio natural o cultural. Entre las áreas protegidas, se incluyeron varias zonas específicas pertenecientes al sistema orogénico de las sierras de San Luis, entre ellas la Quebrada de las Higueritas.
La reserva se encuentra a unos 125 km al norte de la ciudad de San Luis y 5 km al sudeste de la localidad de Luján, aproximadamente en la posición 32°25′S 65°56′O / -32.417, -65.933.

## Características geográficas
La quebrada  tiene una longitud de unos 7 km. y un ancho variable que llega a 2 km. en algunos sectores, en una orientación general norte-sur.
La ubicación de la quebrada y la presencia de varios arroyos crearon un espacio resguardado que permitió el desarrollo de una abundante y rica vegetación, que a su vez es el hábitat de multitud de especies de aves.

## Flora
La flora de la reserva es abundante y variada. Entre las especies que la componen se destaca el molle de beber (Lithraea molleoides), el tala (Celtis tala), el piquillín (Condalia microphylla), el manzano del campo o duraznillo (Ruprechtia apetala), el chañar (Geoffroea decorticans), la brea (Parkinsonia praecox) y el poleo (Aloysia polystachya), entre otras. Existen algunos ejemplares aislados de palmera caranday (Trithrinax).

## Fauna
Pese a su relativo pequeño tamaño —menos de 1400 ha.—, la fauna es rica y variada. Se encuentran mamíferos como la corzuela parda (Mazama gouazoubira), el pecarí de collar (Tayassu tajacu), el zorro gris (Lycalopex gymnocercus), el gato de los pajonales (Leopardus colocolo) y el gato montés (Oncifelis geoffroyi). Habitan en la reserva dos especies de armadillos, el piche llorón (Chaetophractus vellerosus) y el quirquincho bola (Tolypeutes matacus) y varias especies de ofidios, entre ellas la boa arcoíris chaqueña (Epicrates alvarezi), las falsas coral y yarará, ambas del género Xenodon y las venenosas coral (Micrurus pyrrhocryptus), cascabel (Crotalus durissus) y yarará chica (Bothrops diporus).
La riqueza ornitológica de la reserva es especialmente destacable. Se han registrado más de un centenar de especies de aves de varias familias, entre ellas el cóndor andino (Vultur gryphus) y los jotes de cabeza colorada (Cathartes aura) y de cabeza negra (Coragyps atratus); el macá común (Rollandia rolland) y el grande (Podiceps major); seis tipos de garzas como el chiflón (Syrigma sibilatrix) o la garza mora (Ardea cocoi); varios patos como el maicero (Anas georgica) y el barcino (Anas flavirostris) y varios gavilanes y aguiluchos.

En las especies vegetales de mayor porte tienen su hábitat varias especies de búhos y lechuzas, como la lechuza de campanario (Tyto alba) y el tucúquere
(Bubo magellanicus). Se han encontrado cuatro tipos de picaflores, como el gigante (Patagona gigas) y el de barbijo (Heliomaster furcifer); siete tipos de carpinteros (Picidae) y decenas de especies de pájaros cantores, entre ellas el amenazado cardenal amarillo (Gubernatrix cristata).